# Promin

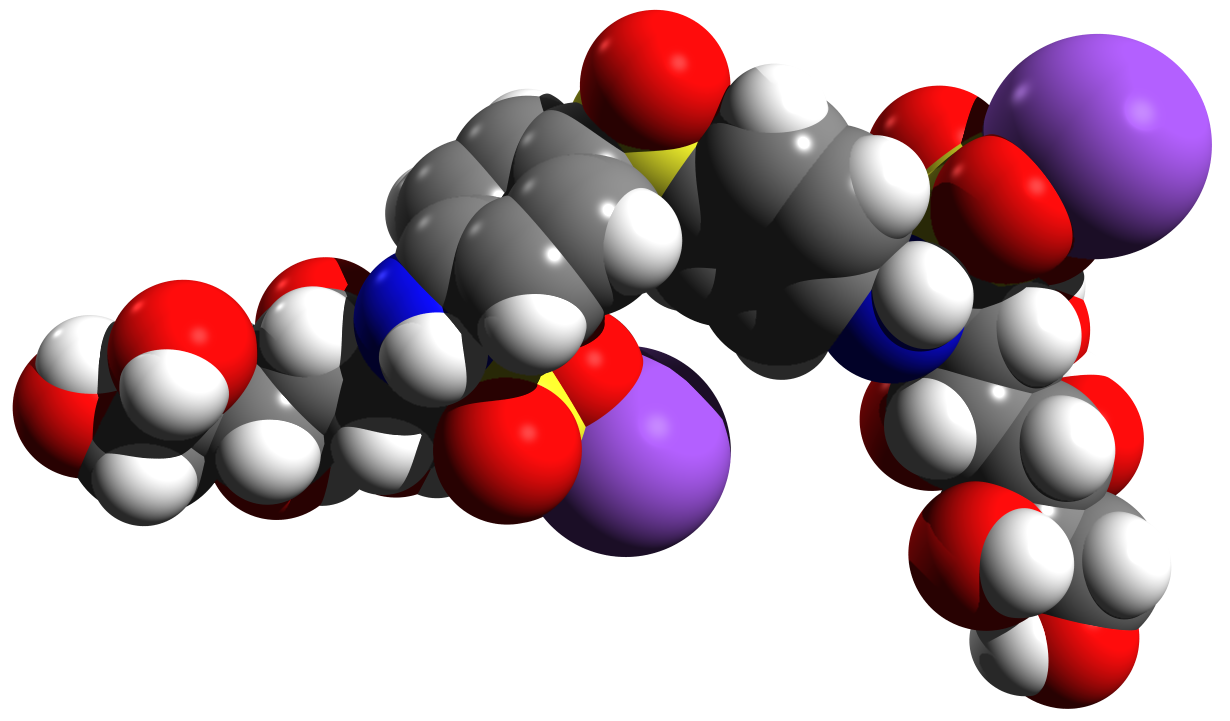
Promin

Promin oder Glucosulfon ist ein Arzneistoff mit Sulfonstruktur, der zur Behandlung von Malaria, Tuberkulose und Lepra untersucht worden ist. Es handelt sich um ein Prodrug, das im Körper zur therapeutisch wirksamen Form Dapson abgebaut wird.

## Geschichte
Die erste Synthese Promins wird manchmal Edward Tillitson und B. F. Tuller von Parke, Davis, & Co. Arzneimittel im August 1937 zugeschrieben. Tatsächlich hat Emil Fromm zusammen mit J. Wittmann im Jahr 1908 verschiedene Sulfonverbindungen synthetisiert, unter anderen auch Dapson und einige seiner Derivate, wie auch Promin. Fromm und Wittmann widmeten sich aber chemischen Untersuchungen, nicht der Arzneimittelforschung; deshalb wurden jahrzehntelang die medizinischen Anwendungen dieser Verbindungen nicht untersucht.
Die unerwartete Entdeckung des Werts synthetischer Verbindungen wie z. B. Sulfonamide in der Behandlung mikrobieller Krankheiten, brachte die Wissenschaftler darauf, Sulfone als Arzneimittel zu untersuchen. Frühere Untersuchungen ergaben enttäuschende Ergebnisse, aber später bewiesen Promin und Dapson ihren Wert in der Behandlung mykobakterieller Krankheiten. Diese Sulfone waren die erste Medikamente, die darauf hoffen ließen, solche Entzündungen in den Griff zu bekommen.
Zuerst schien Promin weniger riskant zu sein als Dapson; deshalb wurde es weiter in der Mayo Clinic in einem Meerschweinchen Model als Mittel zur Behandlung für Tuberkulose untersucht.  Weil bekannt war, dass Lepra und Tuberkulose von Mykobakterien verursacht werden (Mycobacterium leprae und Mycobacterium tuberculosis), bat Guy Henry Faget vom nationalen Leprosarium in Carville, Louisiana die Firma Parke-Davis um Informationen über Dapson.  Parke-Davis informierte ihn weiter über die Untersuchungen über Lepra an Ratten, die von Edmund Cowdry an der Medizinischen Fakultät von Washington University in St. Louis durchgeführt worden waren. Seine 1941 veröffentlichten erfolgreichen Ergebnisse überzeugten Faget mit Untersuchungen an Menschen zu beginnen; mit Promin und Sulfoxon Natrium, ein verwandter Stoff der von den Abbott Laboratories entwickelt worden war.  Die ersten Versuche wurden mit sechs Freiwilligen durchgeführt und später an verschiedenen Orten mit größeren Versuchsgruppen wiederholt. Trotz schwerer Nebenwirkungen, welche dazu führten, dass die ersten Versuche kurzzeitig unterbrochen wurden, kam man zu dem Ergebnis, dass Promin wirkungsvoll war.  Dieser Durchbruch wurde weltweit veröffentlicht, und reduzierte die Angst vor Lepra, und führte daher auch zu besserer Behandlung von Patienten, die zu dieser Zeit noch als „Insassen“ bezeichnet wurden, und keine öffentlichen Verkehrsmittel benutzen durften.

## Pharmakologie
Promin ist wasserlöslich und kann intravenös verabreicht werden. Aufgrund der Hitzestabilität von Promin können Injektionszubereitungen durch Erhitzen sterilisiert werden.
Trotz seiner Wasserlöslichkeit hat sich Promin gegenüber dem oral wirksamen Dapson nicht durchsetzen können. Es kann auch im Fall einer Unverträglichkeit gegenüber Dapson dieses nicht ersetzen, da eine solche Unverträglichkeit eine Gruppenreaktionen gegenüber Sulfonverbindungen allgemein darstellt.
Heute sind die Mittel der Wahl zur Behandlung von Lepra Dapson, Rifampicin und Clofazimin.